# 布偉傑
布偉傑（英語：Brian Thomas Burrell，1972年3月23日—），美籍香港演员，前無綫電視基本藝人合約藝人。離開TVB之後創業，不再做IT工作。現在拍短視頻為主。

## 背景

### 漢名來源
1994年在三藩市唐人街與前妻拍拖時，對方為他取中文姓氏為「布」，取自其發音相似的英文姓氏「Burrell」。「偉傑」則為隨意稱呼，因前妻認為外籍人士所改的中文名大多都不像華人會使用的名字，如是為他取一個較貼近華人文化的熟悉名字。布偉傑於1995年領取身份證期間已申請把中文名稱加入其中。

### 早年生活
布偉傑早年在美國猶他州鹽湖城出生及成長，父親任職建築公司，有一名妹妹、3名弟弟。他在1990年畢業於West Jordan High School，自小學起至中學參與校內話劇演出，讀書成績不錯。在19至21歲被所屬教會派到波士頓當傳教士，安排服務當地的柬埔寨難民，曾在法庭任翻譯員。直至1996年回到猶他州入讀猶他大學，至1999年畢業，期間主修中文系，修讀中國文學及亞洲研究（本來主修電腦科學，獲朋友介紹認識一位思科工程師後，再在對方提議下轉為主修中文以方便前往中國內地發展電腦科技市場，同時兼讀思科認證網絡工程師證書CCDA、CCNA課程），也在波士頓一間學院修讀柬埔寨語語言證書。

### 事業發展
由於猶他州的「耶穌基督後期聖徒教會」發展蓬勃，加上首任妻子有意赴香港發展事業，布偉傑於1995年首次來到香港，入職幼稚園教授英語1年半，未幾基於希望完成大學學位，遂回到美國生活。於1999年正式離開美國來香港工作。2001年於香港一間公司「Digital Island」任職售前工程師。
布偉傑於2001年透過同為臨時演員的外籍朋友介紹開始擔任臨時演員，首套無綫電視劇集為古裝劇《騎呢大狀》，後於2003年留意到香港需要更多懂得廣東話的外籍演員而放棄其資訊科技工作，成為職業演員。其妻則在二人於2003年離婚後帶了兩名孩子返回美國讀書。布第一部有對白的劇集為亞洲電視《萬家燈火》。為了糊口，他在2004年至2006年從事兼職保鑣及英語教師。後來參演《衛斯理》時認識了河國榮，對方便介紹他去無綫轉做特約演員。於2007年因為無綫電視需要新面孔而河國榮沒有檔期接洽工作，布於是獲曾勵珍約見，繼而憑拍攝電視劇集《同事三分親》演出「韋一」角色為人熟悉，並且正式簽約為無綫電視合約演員，亦因此取得藝名「阿一」。自2007年加入加入無綫電視以來，他參與過多套劇集及廣告演出，亦擔任過大型節目及公司活動的司儀及表演工作。至2018年1月約滿不再續約。當無綫藝員期間於2010年代初在廣州經營生意。2011年至2013年在一間設計採購公司「Anniewho Production」的品牌與市場推廣公關部任職服裝模特兒。2013年至2016年轉投買賣公司「余氏國際金銀業股份」出任市場推廣與公關部總監。2015年至2017年成為BNI香港表演藝人，通過該平台接洽司儀或歌唱表演。
除此之外，他於2014年開始經商，在灣仔經營健身中心「Bowaikit Fitness」。2010年第一次在廣州開「一哥教育」，然後2016年開設教育中心「一哥教育」。。
2018年2月1日，正式與無綫電視的結束合約，他無綫網站刪除TVB其藝員合約資料，表示其沒有藝人網頁上再度離巢，但布偉傑已經合約期滿到期後選擇依然以某種合作方式現仍以自由身參與劇集。

## 個人生活
布偉傑有兩段婚姻，1994年於一間波士頓快餐店結識較他年長兩年的女子，不久閃婚，婚後育有兩名孩子，至2003年離婚。2017年5月20日，在美國跟拍拖3年的化妝師女友Celia結婚，至2023年離婚。

## 演出作品

### 電視劇（無綫電視）
| 首播                             | 劇名                       | 角色                                    |
| -------------------------------- | -------------------------- | --------------------------------------- |
| 2002年                           |                            |                                         |
| 3月18日-4月12日                  | 騎呢大狀                   |                                         |
| 2003年                           |                            |                                         |
| 6月2日-7月11日                   | 衛斯理                     | Dr. Brian（第30集）                     |
| 6月2日-7月11日                   | 衝上雲霄                   | David（第25集）                         |
| 2004年                           |                            |                                         |
| 5月24日-6月18日                  | 無名天使3D                 | 外國恐怖份子（第2集）                   |
| 10月4日-11月12日                 | 爭分奪秒                   |                                         |
| 2006年                           |                            |                                         |
| 4月10日-2007年3月10日            | 高朋滿座                   | 租返阿媽唻（時裝設計師，第23集）        |
| 4月10日-2007年3月10日            | 高朋滿座                   | 鴨脷洲街渡船家（第160集）               |
| 5月24日-6月18日                  | 潮爆大狀                   | （第5-7集）                             |
| 8月28日-10月6日                  | 鳳凰四重奏                 | 洋人總督察（第17集）                    |
| 11月20日-2007年1月5日            | 賭場風雲                   | 參賽者                                  |
| 2007年                           |                            |                                         |
| 1月8日-2月9日                    | 突圍行動                   | 跟童日進打架的人                        |
| 3月12日-2008年8月7日             | 同事三分親                 | 韋一                                    |
| 8月6日-9月7日                    | 爸爸閉翳                   | 投訴者                                  |
| 12月3日-12月28日                 | 建築有情天                 | 外籍記者                                |
| 2008年                           |                            |                                         |
| 4月28日－5月23日                 | 銀樓金粉                   | 英國領導                                |
| 10月20日－2009年2月13日          | 珠光寶氣                   | 陳警司（Herman）                        |
| 10月27日－12月5日                | 東山飄雨西關晴             | 賀雷蒙（Raymond）                       |
| 12月8日－2009年1月2日            | Click入黃金屋              | Ken                                     |
| 2009年                           |                            |                                         |
| 2月16日-3月27日                  | 學警狙擊                   | 警司（第11集）                          |
| 3月30日-4月24日                  | 桌球天王                   | 首飾古物舖老闆（第15-16、20集）         |
| 4月6日－5月1日                   | 幕後大老爺                 | 高爾夫（外國傳教士，第20集）            |
| 5月4日-6月5日                    | 老婆大人II                 | Ryan                                    |
| 8月10日－9月5日                  | 絕代商驕                   | Leo Hunter                              |
| 9月21日－10月16日                | 蔡鍔與小鳳仙               | Mr. Robinson（中美日報總編）            |
| 11月30日－12月27日               | 巴不得爸爸...              | Brynner（第1集）                        |
| 12月15日                         | 畢打自己人                 | Tom Smith（第294集）                    |
| 2010年                           |                            |                                         |
| 4月19日-5月22日                  | 飛女正傳                   | 外籍醫生（第7集）                       |
| 5月24日－6月25日                 | 談情說案                   | Ivan 警察（東區指揮官）、古玉嬌之夫     |
| 6月14日－11月28日                | 天天天晴                   | Paul Foxx（前美國總統秘書）             |
| 7月26日—8月20日                  | 女人最痛                   | Bobby Back                              |
| 8月9日—9月17日                   | 摘星之旅                   | 索 羅（國際基金大鱷）                   |
| 10月18日—11月28日                | 巾幗梟雄之義海豪情         | 贊臣醫生                                |
| 2011年                           |                            |                                         |
| 1月24日-2月18日                  | 隔離七日情                 | Ronald Copper （失業私人飛機師）        |
| 2月7日-3月4日                    | 魚躍在花見                 | 參賽者                                  |
| 3月21日－10月30日                | 誰家灶頭無煙火             | Roger Cake                              |
| 4月18日－5月27日                 | 點解阿Sir係阿Sir           | 法官                                    |
| 5月30日－6月24日                 | 怒火街頭                   | 餐廳老闆                                |
| 6月13日－7月22日                 | 團圓                       | Mr. Ford （於第8集、第17集）            |
| 6月27日－7月29日                 | 真相                       | Michael                                 |
| 8月1日－9月9日                   | 潛行狙擊                   | 賓客                                    |
| 9月12日－10月7日                 | 不速之約                   | 外國藥研專家                            |
| 10月3日－10月28日                | 荃加福祿壽探案             | 山度士                                  |
| 10月31日－2012年5月13日          | 結·分@謊情式               | Brian                                   |
| 2012年                           |                            |                                         |
| 1月3日-1月29日                   | 換樂無窮                   | 酒客                                    |
| 1月30日－2月24日                 | 4 In Love                  | 朱利安                                  |
| 3月19日-4月13日                  | 當旺爸爸                   | Johnathan（於第17集）                   |
| 5月21日－6月29日                 | 心戰                       | 林家安（高級警司）                      |
| 7月2日－7月27日                  | 護花危情                   | 銀行副總裁（於第15集）                  |
| 6月24日－8月12日 （每周播映1集） | 飛虎                       | 蘇隆（Solen，綁匪首領；於第8集）        |
| 5月14日－2015年7月3日            | 愛·回家 (第一輯)           | Mr. Potter（於第91-92集）               |
| 9月17日－10月19日                | 天梯                       | 托馬斯（德國葯商）                      |
| 10月22日－12月14日               | 名媛望族                   | Mr. Robertson                           |
| 9月24日－11月4日                 | 雷霆掃毒                   | 毒販                                    |
| 11月6日－12月16日                | 大太監                     | 威爾遜（英吉利國官員）                  |
| 2013年                           |                            |                                         |
| 1月21日－2月15日                 | 初五啟市錄                 | 法國領事                                |
| 4月8日－5月10日                  | 神探高倫布                 | 史葛（Edward Scott）                    |
| 5月13日－6月14日                 | 情越海岸線                 | 海天宇中醫師                            |
| 5月17日-6月13日                  | 千謊百計（2006年海外發行） | 收復錄音帶專家 (第20集)                 |
| 6月3日－7月12日                  | 好心作怪                   | Dr. William（騙徒）                     |
| 7月15日－9月8日                  | 衝上雲霄II                 | 麥馬修（Matthew），高級訓練機長         |
| 8月12日－9月22日                 | 情逆三世緣                 | 白朗尼（Lonely Sir）                    |
| 9月2日－9月30日                  | 上海傳奇（2006年海外發行） | John（於第16集）                        |
| 9月9日－10月11日                 | 神鎗狙擊                   | 中歐男子／劫匪（於第7－9集）            |
| 9月23日－11月2日                 | 巨輪                       | 湯艾錫（Issac Thompson，警司）          |
| 10月14日－11月24日               | 法外風雲                   | Addino                                  |
| 2014年                           |                            |                                         |
| 4月12日                          | 廉政行動2014——單元二蜘蛛   | Mr. Robinson                            |
| 4月21日至5月30日及6月1日         | 女人俱樂部                 | Dr. House                               |
| 6月2日－7月11日                  | 點金勝手                   | 孫競榮（Kingsley）                      |
| 7月14日－8月22日                 | 忠奸人                     | 神父（於第29集）                        |
| 10月20日－11月28日及11月30日     | 老表，你好hea！            | Professor Robort（醫生）                |
| 2015年                           |                            |                                         |
| 3月2日－3月27日                  | 天眼                       | Mr. Pittman（大盜）                     |
| 5月25日－6月19日                 | 潮拜武當                   | Don                                     |
| 8月31日－9月20日                 | 收規華                     | 占士．查爾頓                            |
| 9月21日－10月25日                | 張保仔                     | 羅拔臣                                  |
| 10月26日－11月29日               | 梟雄                       | 費沃利                                  |
| 2016年                           |                            |                                         |
| 2月29日－3月20日                 | 潮流教主                   | 品牌老闆                                |
| 3月28日－4月22日                 | 末代御醫                   | 泰來                                    |
| 4月23日－5月21日                 | 廉政行動2016               | David Morgan                            |
| 4月11日－5月15日                 | 殭                         | 尼古拉                                  |
| 4月25日－5月27日                 | 火線下的江湖大佬           | 盛志仁                                  |
| 7月4日－7月29日                  | 完美叛侶                   | 校長                                    |
| 8月1日－8月26日                  | 超能老豆                   | Pacino                                  |
| 8月12日                          | 愛·回家之八時入席          | Henry                                   |
| 8月29日－9月18日                 | 為食神探                   | 羅拔                                    |
| 10月24日－12月9日                | 幕後玩家                   | 標哥                                    |
| 12月12日－2017年1月1日           | 流氓皇帝                   | 神父                                    |
| 12月19日－2017年1月14日          | 巾帼枭雄之谍血长天         | Pierre                                  |
| 2017年                           |                            |                                         |
| 3月6日－4月8日                   | 與諜同謀                   | Adam                                    |
| 4月3日ㄧ4月30日                  | 心理追凶Mind Hunter        | 大 Sir                                  |
| 7月17日－8月27日                 | 超時空男臣                 | 湯瑪士                                  |
| 11月27日－2018年1月19日          | 溏心風暴3                  | Sergio（電單車房老闆，第2-3集）         |
| 2018年                           |                            |                                         |
| 2月18日－4月15日                 | 三個女人一個「因」         | Dr. Lee                                 |
| 3月5日－3月30日                  | 翻生武林                   | 神父                                    |
| 6月25日－7月29日                 | 天命                       | 洋商人                                  |
| 7月9日－8月3日                   | BB來了                     | Mr. Big                                 |
| 9月10日－10月28日                | 再創世紀                   | 國際刑警                                |
| 11月12日－12月23日               | 兄弟                       | Chekhov                                 |
| 2019年                           |                            |                                         |
| 1月14日－2月22日                 | 荷里活有個大老千           | 羅拔臣（廉政公署高級調查主任）          |
| 2月25日－3月29日                 | 福爾摩師奶                 | 菲臘費查（Philip Fletcher，華民輔政司） |
| 2020年                           |                            |                                         |
| 1月6日－2月14日                  | 黃金有罪                   | 弼臣（Mr. Benson，英爾登銀行大班）      |

### 電視劇（亞洲電視）
| 首播                  | 劇名           | 角色       |
| --------------------- | -------------- | ---------- |
| 2003年2月24日-9月26日 | 萬家燈火       | 警隊高層   |
| 2004年4月11日         | 媽媽我真的愛你 | Mr. Parker |

### 網絡電視劇
- 反黑（2017） 飾 夏威利

### 電影作品
| 首映     | 電影名           | 角色        |
| -------- | ---------------- | ----------- |
| 2006年   |                  |             |
| 3月30日  | 打雀英雄傳       | 雀友        |
| 2007年   |                  |             |
| 5月17日  | 性工作者十日談   | 嫖客        |
| 2009年   |                  |             |
| 3月24日  | 金國民           | Larry Mills |
| 2010年   |                  |             |
| 4月29日  | 葉問2            | 擂台主持    |
| 2012年   |                  |             |
| 11月8日  | 寒戰             | 政府化驗師  |
| 2018年   |                  |             |
| 12月20日 | 葉問外傳：張天志 | 英籍警司    |
| 2023年   |                  |             |
| 12月30日 | 金手指           |             |
| 待上映   |                  |             |
|          | 時代             |             |

### 音樂電影
- 我哋大家（林海峰及七仙羽）
- 黑色暴雨 (Freeze)

### 音樂劇
- 2015年 《阿一點止鬼佬咁簡單》
- 2017年 《我和青天有個秘密》
- 2019年 《人生原是一首辛歌》

### 綜藝節目
- 2021年 《七救星》

## 節目主持

### 電台節目（新城電台）
- 2015年11月29日起：新城數碼音樂台《三個老外一個墟》[7]（與喬寶寶﹑河國榮主持）

## 廣告
- 2021年 金莎朱古力（聲音演出）

## 外部連結
- 布偉傑的Instagram帳戶
- 布偉傑於香港海洋公園十月全城哈囉喂扮演「瘋醫生」相片
- 我的blog -布偉傑 - 我的藝術家官方空間 - alive not dead （页面存档备份，存于）
- 從傳道到公仔箱 阿一：香港是我家 （页面存档备份，存于）